# Gaetano Valeri
Gaetano Valeri (Padova, 21 settembre 1760 – Padova, 13 aprile 1822) è stato un organista e compositore italiano.

## Biografia
Ebbe come maestro Ferdinando Turrini Bertoni. Lavorò prima alla Basilica del Carmine, e poi come organista nella Cattedrale di Padova, mentre fra le rappresentazioni teatrali a cui collaborò vi fu Castrini padre e figlio, con musiche di Ferdinando Robuschi. Ebbe come allievi Francesco Nardetti e Alessandro Mini.
Il 9 agosto 1805, divenne Maestro di cappella, famoso per le Sonate per Organo composte da un-due e raramente 3 movimenti.

## Composizioni

### Opere
- Li castrini padre e figlio (dramma giocoso, libretto di Giovanni Greppi, 1791, Padova)
- Il trionfo di Alessandro sopra se stesso (azione lirica, libretto di Antonio Meneghelli, 1792, Padova)

### Lavori sacri
- Varie messe per 2 e 3 voci
- Requiem per 4 voci

#### Parti di messa
- 10 Kyrie per 3-4 voci
- 7 Kyrie e Gloria per 3-8 voci
- 12 Gloria per 3-4 voci
- 3 Laudamus te per 1 voce
- 3 Gratias agimus per 1 voce
- 6 Dominus Deus per 1 voce
- 10 Qui tollis per 1-4 voci
- 5 Qui tollis e Qui sedes per 1 voce
- 3 Qui sedes per 1-3 voci
- 4 Qui sedes e Quoniam per 3-5 voci
- 2 Quoniam per 1-4 voci
- Cum Sancto Spiritu per 4 voci
- 9 Credo per 3-4 voci
- Agnus dei per 3 voci
- 4 Magnificat per 3-4 voci

#### Salmi
- Beatus vir qui timet per 3 voci
- Conserva me Domine per 2 voci
- 2 De profundis per 3-4 voci
- 5 Dixit Dominus per 3-4 voci
- Domini est terra per 4 voci
- Dominus regist me per 3 voci
- Ecce quam bonus per 4 voci
- Jubilate Deo per 3 voci
- Laudate Dominum per 2 voci
- 4 Laudate pueri per 3-4 voci
- 2 Miserere per 3-4 voci
- 3 Misi Dominus per 2-4 voci
- Altri salmi per 8 voci

#### Inni
- 4 Ave maris stella per 1-3 voci
- 2 Fortem virili pectore per 1-3 voci
- 2 Iste confessor per 1-3 voci
- 2 Jam sol recedit per 1-3 voci
- Jesu corona virginum per 1 voce
- Jesu summi proles Dei per 3 voci
- 6 Pange lingua per 3-4 voci
- 14 Tamtum ergo per 1-4 voci
- Te Deum per 4 voci
- 2 Veni Creator Spiritus per 1-4 voci
- Vexilla per 3 voci

#### Antifone
- Alma Redemptoris mater per 1 voce
- Ave regina caelorum per 1 voce
- Ecce ego mitto angelum per 3 voci
- Ecce saceros inaquus per 3 voci
- Firmetur manus tua per 3 voci
- Laetatus sum per 3 voci
- O sacrum convivium per 3 voci
- 2 Salve regina per 1-3 voci
- Unquem tuum per 4 voci

#### Mottetti
- Quae voce qua corruscat per 1 voce (1787)

#### Responsorii
- 2 Si quaeris mircula per 3 voci

#### Litanie
- 4 Litanie per 2-4 voci
- Litania per tutti i santi per 8 voci
- 5 Stabat mater per 3-4 voci

### Musica strumentale
- 23 sinfonie
- Sinfonia in re magg.
- Sinfonietta in re magg. (1816)
- Concerto per organo e orchestra
- 6 sonate per clavicembalo/fortepiano e violino (1790, Padova)
- 3 sonate per fortepiano, violino e fagotto (1806, Venezia)
- Variazioni per fortepiano e fagotto/violoncello
- Variazioni per 2 violini
- 65 sonate per organo
- 57 sonate per organo/clavicembalo/fortepiano
- 2 sonate per tastiera
- Sonata per fortepiano a 4 mani
- Grande sinfonia per organo
- Sinfonia per tastiera
- Sinfonia per organo
- Pastorella per organo
- Largo per organo
- Marcia per organo
- 2 pezzi per tastiera
- 15 cadenze per fortepiano
- 2 ouverture per fortepiano a 4 mani

## Discografia
- Valeri, Complete Organ Works, P. Bottini, Brilliant Classics 2017, su gaetanovaleri.it.
- Valerj, Sonatas for Organ, G. Parodi, Dynamic 1979/1995
- Valerj, Keyboard Music, Rainbow Classic 2004